# Cleostrato di Tenedo
Cleostrato (in greco antico: Κλεόστρατος?, Cleóstratos; Tenedo, 520 a.C. circa – 432 a.C. ?) è stato un astronomo greco antico ritenuto contemporaneo dell'astronomo caldeo Naburimannu.
Scrisse un'opera intitolata Astrologia, di cui resta solo un frammento. Si ritiene che abbia introdotto in Grecia lo zodiaco (a partire dai segni dell'Ariete, Sagittario e Capricorno) ed il calendario solare da Babilonia.
Censorino considera Cleostrato il reale inventore dell'octaeteride, o ciclo di otto anni, usato prima del ciclo metonico di 19 anni, generalmente attribuito a  Eudosso. Teofrasto menziona Cleostrato come osservatore meteorologico, insieme a Matriceta di Mithymna e Fenio di Atene. Gaio Giulio Igino dice che Cleostrato fu il primo a identificare la stella doppia dell'Auriga chiamata Haedi.
In suo onore è stato intitolato il cratere lunare Cleostratus.